# Alê Abreu
Alê Abreu (São Paulo, 6 de marzo de 1971) es un director de cine brasileño. Su campo de trabajo principal es la animación. También ha ejercido como guionista.
Su primer corto se tituló Sirius y lo realizó en 1993. Seis años después hizo Espantalho. Un largometraje significado fue Garoto Cósmico realizado en 2007, en el que participaron diversos actores y cantantes brasileños como Arnaldo Antunes, Vanessa da Mata, Wellington Nogueira y Belchior. Tras el éxito de Garoto Cósmico hizo Passo y Vivi Viravento. 
En 2013 escribió y dirigió la película El niño y el mundo (O Menino e o Mundo) que participó en numerosos festivales y su versión en inglés estuvo nominada al premio Oscar a la mejor película de animación en 2015 y se distribuyó en más de 80 países.

## Premios y distinciones
Premios Óscar
| Año  | Categoría              | Película        | Resultado |
| ---- | ---------------------- | --------------- | --------- |
| 2016 | Mejor película animada | Boy & the World | Nominado  |